# Вальдеаркос-де-ла-Вега
Вальдеаркос-де-ла-Вега (ісп. Valdearcos de la Vega) — муніципалітет в Іспанії, у складі автономної спільноти Кастилія-і-Леон, у провінції Вальядолід. Населення — 123 особи (2010).
Муніципалітет розташований на відстані близько 140 км на північ від Мадрида, 55 км на схід від Вальядоліда.

## Демографія
Динаміка населення (INE ):